# بيل رودجرز
بيل رودجرز (بالإنجليزية: Bill Rodgers) هو لاعب كرة قاعدة أمريكي، ولد في 18 أبريل 1887 في Pleasant Ridge, Cincinnati ‏ في الولايات المتحدة، وتوفي في 24 ديسمبر 1978 في غوليد في الولايات المتحدة.